# Resolución 20 del Consejo de Seguridad de las Naciones Unidas
La resolución 20 del Consejo de Seguridad de las Naciones Unidas, aprobada por unanimidad el 10 de marzo de 1947, examinó el primer informe de la Comisión de Energía Atómica, e instó a la misma para continuar su investigación sobre el control internacional de la Energía Atómica y le pidió que presentase un segundo informe antes del próximo período de sesiones de la Asamblea General.